# Brefeldin A
Brefeldin A (Abkürzung: BFA) ist ein Lacton-Antibiotikum, das von Pilzen wie Eupenicillium brefeldianum synthetisiert wird und ursprünglich als ein antivirales Therapeutikum isoliert wurde. Seit dem Ende des 20. Jahrhunderts wird es hauptsächlich in der medizinischen und biologischen Forschung zur Untersuchung des Proteintransportes eingesetzt. Außerdem findet es seit seiner Erstbeschreibung als Substanz zur Verbesserung der CRISPR-Technik im Feld des Genom-Editierens Anwendung.
BFA induziert retrograden Transport vom Golgi-Apparat zum Endoplasmatischen Retikulum, wodurch es zu einer Akkumulation von Proteinen (zum Beispiel von Interferon γ) im Endoplasmatischen Retikulum kommt. Brefeldin A scheint dabei an einem bestimmten GTP-Austauschfaktor anzugreifen, der für die Aktivierung der GTPase Arf1p verantwortlich ist.

## Geschichte
Die Substanz hat ihren Namen von dem Pilz Eupenicillium brefeldianum. Sie wurde zuerst 1958 von V.L. Singleton aus Penicillium decumbens isoliert. Als Metabolit wurde sie von H.P. Siggs identifiziert. Seit 1971 wurden mehrere erfolgreiche Synthesemethoden beschrieben.
Zunächst bestand das Interesse der Forschung an der antiviralen Aktivität der Substanz. Seit den Entdeckungen von Takatsuki und Tamara 1985 und der Beobachtung von zytotoxischen Effekten auf einige Krebszelllinien wird sie häufiger in der Forschung eingesetzt.  Heutzutage kommt sie in der Forschung meistens zur Untersuchung von Membrantransport und Vesikeltransport zwischen dem endoplasmatischen Retikulum und dem Golgi-Apparat zum Einsatz.

## Physikalische Eigenschaften
Löslichkeit:
- Klare, farblose Lösung in 10 mg/ml Dichlormethan.
- Klare, farblose Lösung in 10 mg/ml Methanol.[8]

## Die Wirkung von Brefeldin A
Brefeldin A wirkt in kürzester Zeit als Zellgift: Der Golgi-Apparat zerfällt und wandelt sich zum Endoplasmatischen Retikulum (ER).
Wegen dieser Charakteristik ist Brefeldin ein wirksamer Hemmstoff der Sekretion einer Zelle: Proteine, die sezerniert werden sollen, werden im ER translatiert, reifen im Golgi und in Post-Golgi-Kompartimenten und werden schließlich durch Vesikelfusion mit der Zellmembran freigesetzt.
Brefeldin A hemmt Proteine, die ADP-Ribosylierungsfaktoren aktivieren, die sogenannte Arfs. Im ER werden durch kleine, GTP-beladene G-Proteine der Arf-Familie Protein-Komplexe organisiert, sogenannte Coats. Die Coats helfen, notwendige Transportmoleküle auszuwählen und wirken als Gerüst, an dem Vesikel abgeschnürt werden. Auf dem Weg vom ER zum Golgi hin werden solche Vesikel erst vom ER abgeschnürt und dann in den Golgi eingelagert (Zisternenreifung oder anterograder Transport); umgekehrt werden in gleicher Weise auch Proteine in Vesikeln zur Wiederverwendung vom Golgi zurück zum ER geschleust (retrograder Transport). Die Bildung solcher Vesikel hängt von der COP-I-Zusammenlagerung durch Arf1-GTP ab. Brefeldin-A-Hemmung von Arf1 löst die COP-I-Vesikel auf, lässt den Golgi kollabieren und lagert die betroffenen Proteine wieder in das ER ein.
Durch GTP-spaltende GTPase wird das aktive Arf1-GTP zum inaktiven Arf1-GDP umgewandelt. Arf1-GPD wiederum tauscht, vermittelt durch Sec7-GDP-GTP-Austauschfaktoren, GDP wieder gegen GTP aus. Brefeldin A blockiert den GDP-GTP-Austausch, indem es den Arf1-GDP:Sec7-Komplex stabilisiert und damit inaktiviert. Dies war das erste Beispiel dafür, dass ein Toxin ein Protein in einer Falle fängt und so seine Funktion eliminiert.